# أورسارا دي بوليا
أورسارا دي بوليا (بالإيطالية: Orsara di Puglia) هي بلدية في مقاطعة فودجا في إقليم بوليا الإيطالي.

## السكان
في سنة 1861 بلغ عدد السكان 4٬673 نسمة، وتطور العدد ليصل في سنة 2011 لـ 2٬914 نسمة.
يظهر هذا المخطط البياني تطور النمو السكاني لـ أورسارا دي بوليا

## أعلام
- دروغو هوتفيل